# John Abbott
Sir John Joseph Caldwell Abbott KCMG PC QC (St. Andrews, 12 de março de 1821 – Montreal, 30 de outubro de 1893) foi um advogado e político canadense que serviu como terceiro Primeiro-ministro do Canadá, no cargo de 1891 a 1892. Ele ocupou o cargo como o líder do Partido Conservador.

## Vida
Abbott nasceu no que hoje é Saint-André-d'Argenteuil, Quebec. Ele estudou direito na Universidade McGill e se tornou um dos advogados mais conhecidos de Montreal, mais tarde retornando à McGill como professor de direito e ganhando o título de Doutor em Direito Civil. Abbott se envolveu na política desde muito jovem, assinando o Manifesto de Anexação de Montreal em 1849 - do qual mais tarde se arrependeu - e vencendo a eleição para a Assembleia Legislativa da Província do Canadá em 1860. Na preparação para a Confederação, ele foi um defensor proeminente pelos direitos de Quebequenses que falam inglês.
Na eleição federal de 1867, Abbott foi eleito para a nova Câmara dos Comuns do Canadá como membro do Partido Conservador. Um telegrama que vazou de seu escritório desempenhou um papel fundamental no Escândalo do Pacífico de 1873, que levou à queda do primeiro governo de John A. Macdonald. Abbott foi nomeado para o Senado em 1887, a fim de se tornar líder do governo no Senado. Ele se tornou primeiro-ministro em junho de 1891, após a morte de Macdonald no cargo. Abbott tinha 70 anos na época e serviu apenas até novembro de 1892, quando se aposentou devido a problemas de saúde. Ele morreu no ano seguinte.